# Nordlicht II
Die Nordlicht II ist ein Katamaran der Reederei AG „Ems“.

## Geschichte
Der Katamaran wurde unter der Baunummer 422 auf der zur Penguin-Werftgruppe in Singapur gehörenden Werft Kim Seah Shipyard Indonesia in Batam für die AG „Ems“ gebaut. Er wurde am 25. März 2021 mithilfe eines Krans zu Wasser gelassen. Die Übergabe an die AG Ems erfolgte am 3. Juni 2021. Da es infolge der COVID-19-Pandemie Engpässe bei der Verfügbarkeit von Transportkapazitäten gab, wurde statt des Transportes an Bord eines Frachtschiffs auch die Überführung nach Deutschland auf eigenem Kiel geprüft. Der Katamaran wurde schließlich im Herbst 2021 an Deck des SAL-Schwergutschiffs Paula nach Emden verschifft. Die Schiffstaufe erfolgte am 26. November 2021 in Emden durch die Taufpatin Rika Brons. Direkt nach der Taufe absolvierte die „Nordlicht II“ ihre Jungfernfahrt nach Borkum.
Der Katamaran ist für den Einsatz zwischen Cuxhaven und Helgoland durch die Reederei Cassen Eils, einer Tochtergesellschaft der AG „Ems“, vorgesehen, wo das Schiff erstmals in der Sommersaison 2022 verkehren soll. Neben dem Einsatz zwischen Cuxhaven und Helgoland ist auch der regelmäßige Einsatz von Büsum nach Helgoland vorgesehen. Im Frühjahr 2022 wurde das Schiff zunächst im Fährverkehr ab Emden zur Insel Borkum eingesetzt.
Der Schiffsentwurf basiert auf einem Design der australischen Werft Incat Crowther.

## Technische Daten und Ausstattung
Das Schiff wird von zwei Viertakt-Sechzehnzylinder-Dieselmotoren des Motorenherstellers MAN Energy Solutions (Typ: 16V175D-MM) mit jeweils 2.960 kW Leistung angetrieben. Die Motoren wirken auf zwei Hamilton-Wasserstrahlantriebe. Die Antriebsmotoren sind für den Betrieb mit synthetischen GtL-Kraftstoffen vorbereitet. Für die Stromerzeugung an Bord stehen zwei Caterpillar-Stromaggregate (Typ: C7.1) mit 175 bzw. 150 kW Leistung zur Verfügung.
Die Maschinenräume sind in den beiden Rümpfen des Katamarans untergebracht. Darauf sind drei Decks aufgesetzt. Auf den beiden unteren Decks befinden sich die Passagiereinrichtungen, darunter drei Salons mit Sitzgelegenheiten und gastronomischem Angebot. Weitere Sitzgelegenheiten befinden sich auf dem offenen Sonnendeck am Heck des Schiffes. An Bord ist Platz für 450 Passagiere. Neben den Passagiereinrichtungen befinden sich auf dem Hauptdeck im hinteren Bereich Einrichtungen für die Schiffsbesatzung. Auf dem obersten Deck befindet sich das Steuerhaus sowie weitere Einrichtungen für die Schiffsbesatzung, darunter auch die Messe.
Der Katamaran ist mit einem aktiven „Motion-Damp-System“ zur Dämpfung von Wellenbewegungen ausgerüstet.